# Neoepiscardia nagyi
Neoepiscardia nagyi är en fjärilsart som beskrevs av László Anthony Gozmány. Neoepiscardia nagyi ingår i släktet Neoepiscardia och familjen äkta malar. Inga underarter finns listade i Catalogue of Life.